# Rotaovula septemmacula
Rotaovula septemmacula là một loài ốc biển, là động vật thân mềm chân bụng sống ở biển thuộc họ Ovulidae.